# Калныньш, Юрис (баскетболист)
Ю́рис Ка́лныньш (8 марта 1938, Рига, Латвийская Республика — 9 февраля 2010) — советский баскетболист, серебряный призёр Олимпийских игр.

## Карьера
На Олимпиаде 1964 года в составе сборной СССР сыграл 9 матчей и стал обладателем серебряной медали.
Чемпион СССР и победитель Спартакиады 1956 года.
Трёхкратный обладатель Кубка чемпионов.